# Bischoffscher Hof

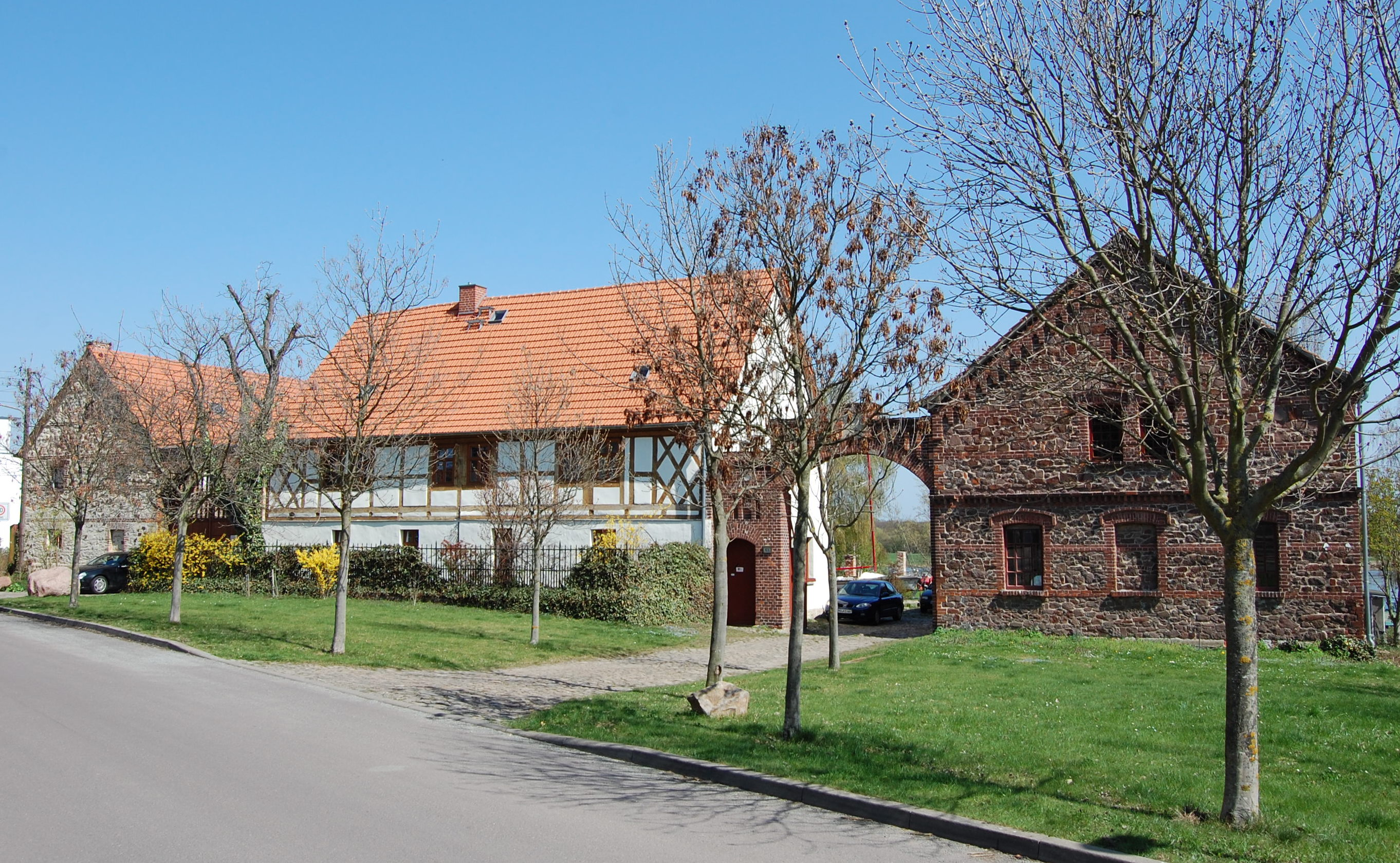
Bischoffscher Hof

Der Bischoffsche Hof ist eine denkmalgeschützte Hofanlage im Magdeburger Stadtteil Westerhüsen.

## Architektur
Der nicht vollständig erhaltene Vierseitenhof befindet sich an der Adresse Kieler Straße 6 in unmittelbarer Nähe zur Elbe und der Fähre Westerhüsen. Die heutige Bausubstanz des Hofes geht auf das 18. und 19. Jahrhundert zurück. Die vorherige Bebauung fiel am 18. Mai 1750 einem Großbrand zum Opfer.
Das zweistöckige Wohnhaus stammt möglicherweise von 1767, zumindest jedoch aus der Zeit von Mitte oder Ende des 18. Jahrhunderts. Seit 1850 ist die heutige Erscheinungsform im Wesentlichen unverändert. Es steht mit seiner Traufseite zur an der Westseite verlaufenden Straße. Bekrönt wird es von einem steilen Satteldach. Das Erdgeschoss des Gebäudes besteht aus verputztem Mauerwerk, wobei die sehr dicke Mauer des Erdgeschosses an der Westseite noch aus der Zeit vor dem Brand stammt. Das Obergeschoss ist in Fachwerkbauweise, am Südgiebel jedoch in massiver Bauweise errichtet. Nördlich und südlich des Hauses befindet sich jeweils eine repräsentative aus Backstein errichtete Hofeinfahrt mit Torbogen. Die südliche Hofeinfahrt ist dabei über dem Segmentbogen noch mit Verzierungen versehen.
Die das Anwesen nach Osten zur Elbe hin abschließende große Fachwerkscheune wurde Anfang des 21. Jahrhunderts abgerissen. Die an Nord- und Südseite verlaufenden Wirtschaftsgebäude wurden im 19. Jahrhundert aus Bruchsteinen und Ziegeln erbaut. Der Stall an der Nordseite entstand 1863, der Stall auf der Südseite 1867. Beide Stallneubauten ersetzen Vorgängerbauten. Der südliche Stall wurde beim Neubau breiter angelegt und nutzte auch ein zuvor mit zur Straße gehörendes Stück.
Das Brüstungsgesims ist aus Backsteinen gefertigt. Gleiches gilt für das durch einen Zahnschnitt noch besonders betonte Gurtgesims. Die Wirtschaftsbauten haben im Erdgeschoss hochrechteckige Fenster, die auf der Giebelseite lediglich angedeutet sind. Diese Fenster sind mit Backsteinumfassungen verziert. Über den Fenstern befinden sich auf der Langseite Zwillingsnischen, auf der Giebelseite wurde eine Drillingsnische über das Fenster gesetzt. Am Hof befindet sich eine Inschrift 1767–1967, G. W.
Der Hof ist eines der wenigen Objekte, das an die Zeit der ländlichen Prägung der später stark durch Industrie geprägten Gemeinde Westerhüsen erinnert.
Vor dem Steintritt auf der Erde lag eine Sandsteinplatte mit Inschrift, die jedoch bereits in der Mitte des 20. Jahrhunderts als in Teilen stark verwittert beschrieben wurde. Die Inschrift nimmt Bezug auf den Großbrand von 1750 und lautet:
„Früh um 6 Uhr ließ über uns kommen Gott,

eine unvermutete Feuersnot.

Doch was durch diesen Brand er leget nieder,

haben wir Gottlob erbauet wieder.

Gott nehme alles in seinen Schutz u. Macht

u. behüte uns vor Unglück Tag u. Nacht!

Martin Greve – Maria Schraderin

Anno 1750, d. 1. Octobris“

## Geschichte
In der ersten Hälfte des 19. Jahrhunderts gehörte der Hof dem Ackermann Joh. Andreas Hennige Bischoff. Er verstarb am 17. Juli 1843 im Alter von erst 39 Jahren. Seine Frau Anna Elisabeth Bischoff, geborene Günther, heiratete 38-jährig am 22. August 1844 den 10 Jahre jüngeren Joh. Moritz Schlüter. 1864 übernahm Friedrich Bischoff, ein Sohn der Ehefrau aus erster Ehe den Hof. Schlüter setzte sich im von ihm erworbenen Grundstück Alt Westerhüsen 60 zur Ruhe und verstarb am 30. Januar 1885. Er hinterließ ein Wirtschaftsbuch, in dem die wirtschaftlichen Verhältnisse des Hofs von Ende 1844 bis 1859 dokumentiert sind. 1862 entstand zur Elbe hin ein Fährhäuschen für die dort befindliche Fähre Westerhüsen. 1942 wurde im nördlichen Stall eine Stellmacherwerkstatt eingerichtet.